# Cservenák Vilmos
Cservenák Vilmos (Topolya, 1975. február 20. –) magyar színművész.

## Életpályája
1975-ben született a vajdasági Topolyán. 1994-1998 között a Színház- és Filmművészeti Főiskola hallgatója volt. 1997-1998 között a veszprémi Petőfi Színház, 1998-1999 között a Nemzeti Színház, 1999-2001 között a kecskeméti Katona József Színház, 2001-2004 között ismét a veszprémi Petőfi Színház, 2004-2006 között a debreceni Csokonai Színház tagja volt. 2007-től a Kalocsai Színházban játszott. 2009-2016 között a Miskolci Nemzeti Színház színésze volt. 2016-tól a Turay Ida Színházban szerepelt. 2019-től a Veszprémi Petőfi Színház tagja.

## Fontosabb színházi szerepei
- William Shakespeare: IV. Henrik... Bardolph
- William Shakespeare: Ahogy tetszik... Száműzött herceg, Frigyes herceg
- William Shakespeare: Sok hűhó semmiért... Don Pedro, herceg; Don Juan, a herceg öccse
- William Shakespeare: Tévedések vígjátéka... Angelo, ékszerész
- William Shakespeare: Lear király... Edmund, Gloucester gróf fattya
- Molière: Tartuffe... Damis
- Johann Wolfgang von Goethe: Faust I-II ... Az Úr
- Szophoklész: Oidipusz király... Hírmondó Thébában; Kar
- Szophoklész: Antigoné-tükör... szereplő
- Ruggero Leoncavallo: Bajazzók... Tonio
- Fjodor Mihajlovics Dosztojevszkij: Fehér éjszakák... Az álmodozó
- Makszim Gorkij: Éjjeli menedékhely... Klescs, Andrej Mitrics, lakatos
- Stanisław Wyspiański: A magyar menyegző... Újságíró
- Bertolt Brecht: Kurázsi mama és gyermekei... Eilif, Kurázsi mama idősebb fia
- Friedrich Dürrenmatt: A nagy Romulus... Mares, hadügyminiszter
- Tennessee Williams: A vágy villamosa... Pénzbeszedő fiatalember
- Edward Albee: Mindent a kertbe!... Gábor olyanok, mint Richárd
- Arthur Miller: Az ügynök halála... Howard Wagner
- Arthur Miller: Közjáték Vichyben... Lebeau, festő
- Antoine de Saint-Exupéry: A kis herceg... Király; Lámpagyújtogató
- Neil Simon: Édeskettes hármasban... Vernon Gersch
- Georges Feydeau: Kézről kézre... Lapige, kőműves
- Peter Shaffer: Amadeus... Salieri
- Peter Shaffer: Equus... Fiatal lovas
- Rainer Werner Fassbinder: A szenny, a város és a halál... szereplő
- Richard Alfieri: Hat hét, hat tánc... Michael
- Peter Stone – Maury Yeston: Titanic... Thomas Andrews, a Titanic tervezője
- Martin Mcdonagh: Piszkavas (Leenane szépe)... Pato Dooley, Pato öccse
- Erich Kästner: A két Lotti... Ziegler tanár úr
- Giulio Scarnacci – Renzo Tarabusi: Kaviár és lencse... Roberto, Leonida fia
- Katona József: Bánk bán... Simon bán, Melinda bátyja
- Mikszáth Kálmán: A beszélő köntös... Ágoston Kristóf, szenátor
- Ödön von Horváth: Kasimir és Karoline... Kikiáltó
- Bródy Sándor: A tanítónő... Káplán; Prímás
- László Miklós: Illatszertár... Detektív
- Karinthy Frigyes: Tanár úr kérem... Bauer, az alvós
- Móricz Zsigmond: Úri muri... Mérnök
- Móricz Zsigmond: Pillangó... Bodollai
- Németh László: Galilei... Niccolini
- Weöres Sándor: Holdbeli csónakos... Huang-Ti, kínai császár
- Gyurkovics Tibor: Nagyvizit... Főorvos
- Spiró György: Elsötétítés... Barát
- Bereményi Géza: Az arany ára... Dr. Ridovics
- Háy János: A Gézagyerek... Főnök Laci, főnök a kőfejtőben
- Sütő András: Káin és Ábel... Káin
- Szabó Magda: Kígyómarás... Szalay Gábor
- Kiss Csaba: Hazatérés Dániába... Rosenkrantz
- Lőkös Ildikó – Kálloy Molnár Péter: A mindenség elmélete... Sciama professzor, konzulens
- Békeffi István – Éri-Halász Imre – Eisemann Mihály: Egy csók és más semmi... Robicsek; Kulhanek
- Ábrahám Pál: Viktória... John Webster, nagykövet
- Kálmán Imre – Martos Ferenc – Bródy Miksa: Zsuzsi kisasszony... Titkár
- Lehár Ferenc: A víg özvegy... Prisics, katonai attasé
- Frederick Loewe – Alan Jay Lenrner: My Fair Lady... Jammie
- James Rado – Gerome Ragni – Mcdermot: Hair... Paul
- Andrew Lloyd Webber – Tim Rice: József és a színes szélesvásznú álomkabát... József
- Andrew Lloyd Webber – Tim Rice: Jézus Krisztus szupersztár... Fanatikus Simon
- Stephen Schwartz – John-Michael Tebelak: Godspell... 2. férfi
- Sólem Aléchem – Joseph Stein – Jerry Bock – Sheldon Harnick: Hegedűs a háztetőn... Percsik, diák
- Deres Péter – Máthé Zsolt – Nagy Nándor: Robin Hood... Guy of Gisbourne
- Vajda Katalin: Anconai szerelmesek... Lucrezio, egyetemi hallgató; Giovanni, a kávézó tulajdonosa
- Miklós Tibor – Várkonyi Mátyás: Sztárcsinálók... Claudius; Pál
- Horváth Péter – Presser Gábor – Sztevanovity Dusán: A padlás... Meglökő, óriási szellem, 560 éves, süketnéma
- Weöres Sándor: A Holdbeli csónakos... Vitéz László
- Bozsó József – Kocsák Tibor: Hagymácska... Körte hegedűművész (Professzor)
- Hedry Mária – Radványi Balázs: Kukamese... Balambér, színes üveg
- Lévay Szilveszter – Michael Kunze: Mozart!... Leopold Mozart
- Topolcsányi Laura – Szomor György: Petőfifjú... Koren iskolaigazgató, Szuper, Vörösmarty

## Film és televíziós szerepei
- Bulvár (2011)
- Londoni randevú (2013)
- Hajnali láz (2015) ...Beteg
- X Company (2016)
- Válaszcsapás (2017)
- Oltári csajok (2017) ...Haskó Tivadar
- Ízig-vérig (2019) ...Vevő
- Drága örökösök (2020)
- Keresztanyu (2021) ...Komornyik